# Martijn Westerholt
David Martijn Westerholt (* 30. března 1979) je nizozemský klávesista, skladatel a zakladatel skupiny Delain (spolu s Charlottou Wesselsovou). Dříve byl členem skupiny Within Temptation.